# Guinea i olympiska sommarspelen 2020
Guinea deltog med en trupp på fem idrottare vid de olympiska sommarspelen 2020 i Tokyo som hölls mellan den 23 juli och 8 augusti 2021 efter att ha blivit framflyttad ett år på grund av coronaviruspandemin. Det var tolfte sommar-OS som Guinea deltog vid. Ingen av landets deltagare erövrade någon medalj.

## Brottning
Damernas fristil
| Idrottare        | Gren  | Åttondelsfinal       | Kvartsfinal          | Semifinal            | Återkval                | Final / BM           | Final / BM |
| Idrottare        | Gren  | Motståndare Resultat | Motståndare Resultat | Motståndare Resultat | Motståndare Resultat    | Motståndare Resultat | Placering  |
| ---------------- | ----- | -------------------- | -------------------- | -------------------- | ----------------------- | -------------------- | ---------- |
| Fatoumata Camara | 57 kg | Kawai (JPN) L 1–3    | Gick inte vidare     | Gick inte vidare     | Boldsaikhan (MGL) L 0–4 | Gick inte vidare     | 12         |

## Friidrott
Förkortningar
- Notera– Placeringar avser endast det specifika heatet.
- Q = Tog sig vidare till nästa omgång
- q = Tog sig vidare till nästa omgång som den snabbaste förloraren eller, i teknikgrenarna, genom placering utan att nå kvalgränsen
- i.u. = Omgången fanns inte i grenen
- Bye = Idrottaren behövde inte tävla i omgången

Gång- och löpgrenar
| Idrottare          | Gren           | Inledande omgång | Inledande omgång | Försöksheat      | Försöksheat      | Semifinal        | Semifinal        | Final            | Final            |
| Idrottare          | Gren           | Resultat         | Placering        | Resultat         | Placering        | Resultat         | Placering        | Resultat         | Placering        |
| ------------------ | -------------- | ---------------- | ---------------- | ---------------- | ---------------- | ---------------- | ---------------- | ---------------- | ---------------- |
| Aïssata Deen Conte | Damernas 100 m | 12,43 0PB0       | 7                | Gick inte vidare | Gick inte vidare | Gick inte vidare | Gick inte vidare | Gick inte vidare | Gick inte vidare |

## Judo
| Idrottare         | Gren                       | 32-delsfinal         | Sextondelsfinal           | Åttondelsfinal       | Kvartsfinal          | Semifinal            | Återkval             | Final / BM           | Final / BM       |
| Idrottare         | Gren                       | Motståndare Resultat | Motståndare Resultat      | Motståndare Resultat | Motståndare Resultat | Motståndare Resultat | Motståndare Resultat | Motståndare Resultat | Placering        |
| ----------------- | -------------------------- | -------------------- | ------------------------- | -------------------- | -------------------- | -------------------- | -------------------- | -------------------- | ---------------- |
| Mamadou Samba Bah | Herrarnas lättvikt (73 kg) | bye                  | Tsend-Ochir (MGL) L 00–10 | Gick inte vidare     | Gick inte vidare     | Gick inte vidare     | Gick inte vidare     | Gick inte vidare     | Gick inte vidare |

## Simning
| Idrottare     | Gren                    | Heat  | Heat      | Semifinal        | Semifinal        | Final            | Final            |
| Idrottare     | Gren                    | Tid   | Placering | Tid              | Placering        | Tid              | Placering        |
| ------------- | ----------------------- | ----- | --------- | ---------------- | ---------------- | ---------------- | ---------------- |
| Mamadou Bah   | Herrarnas 50 m frisim   | 26,52 | 61        | Gick inte vidare | Gick inte vidare | Gick inte vidare | Gick inte vidare |
| Mariama Touré | Damernas 100 m bröstsim | DNS   | DNS       | Gick inte vidare | Gick inte vidare | Gick inte vidare | Gick inte vidare |